# Pyrrhura frontalis
Pyrrhura frontalis е вид птица от семейство Папагалови (Psittacidae).

## Разпространение
Видът е разпространен в Аржентина, Бразилия, Парагвай и Уругвай.